# Шоне
Шоне (фр. Chaunay) насеље је и општина у западној Француској у региону Поату-Шарант, у департману Вијена која припада префектури Монморијон.
По подацима из 2011. године у општини је живело 1185 становника, а густина насељености је износила 30,67 становника/km². Општина се простире на површини од 38,64 km². Налази се на средњој надморској висини од 131 метар (максималној 148 m, а минималној 122 m).

## Демографија
| 1962. | 1968. | 1975. | 1982. | 1990. | 1999. | 2011. |
| ----- | ----- | ----- | ----- | ----- | ----- | ----- |
| 1.153 | 1.317 | 1.275 | 1.157 | 1.174 | 1.180 | 1.185 |

График промене броја становника у току последњих година